# Joo Hyun-jung
Joo Hyun-Jung (Koreaans: 주현정) (Jeollanam-do, 3 mei 1982) is een Koreaans boogschutter.
Joo Huyn-Jung is een Koreaanse naam, de familienaam is Joo. Joo is sinds 2008 lid van het Koreaans nationaal team. Met haar teamgenoten Park Sung-hyun en Yun Ok-hee behaalde ze diverse goede resultaten bij de World Cup. Op de Olympische Spelen in Peking (2008) won het team de gouden medaille.

## Resultaten
| 2008 World Cup, stage 2 (team) World Cup, stage 3 (team) World Cup, stage 4 (team) Olympische Spelen (team) |

1988: Kim S-n/Wang/Yun Y-s ·
1992: Cho/Kim S-n/Lee E-k ·
1996: Kim J-s/Kim K-w/Yoon H-y ·
2000: Kim N-s/Kim S-n/Yun M-j ·
2004: Lee S-j/Park/Yun M-j ·
2008: Joo/Park/Yun O-h ·
2012: Choi/Ki/Lee S-j ·
2016: Chang/Choi/Ki ·
2020: An/Jang/Kang ·
2024: Jeon/Lim/Nam
- International Standard Name Identifier: 0000 0004 6448 6257
- Virtual International Authority File: 99152138579810981907